# Municipio de Montville (Nueva Jersey)
El municipio de Montville (en inglés: Montville Township) es un municipio ubicado en el condado de Morris en el estado estadounidense de Nueva Jersey. En el año 2010 tenía una población de 21,528 habitantes y una densidad poblacional de 434 personas por km².

## Geografía
El municipio de Montville se encuentra ubicado en las coordenadas 40°54′7″N 74°21′22″O / 40.90194, -74.35611.

## Demografía
Según la Oficina del Censo en 2000 los ingresos medios por hogar en el municipio eran de $141,507 y los ingresos medios por familia eran $183,618. La renta per cápita para la localidad era de $58,021. Alrededor del 0% de la población estaba por debajo del umbral de pobreza.